# Аэд Уариднах

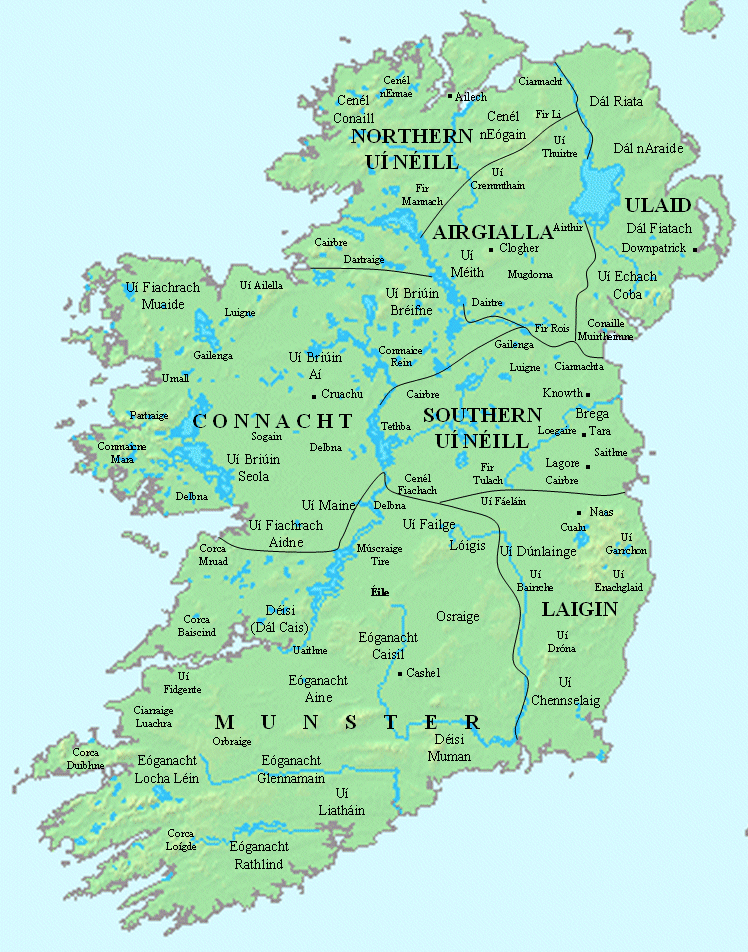
Ирландия в Раннее Средневековье

Аэд Уариднах (Аэд Аллан мак Домнайлл, Айд Уариднах; др.‑ирл. Áed Uaridnach, Áed Allán mac Domnaill; умер в 612) — король Айлеха и верховный король Ирландии (604—612) из рода Кенел Эогайн, ветви Северных Уи Нейллов.

## Биография

### Происхождение
Согласно трактату XII века «Banshenchas» («Об известных женщинах»), Аэд Уариднах был сыном верховного короля Ирландии Домналла Илхелгаха, скончавшегося в 566 году, и Бриг, дочери некоего Оркка мак Кайртинна из септа Уи Мак Кайртинн. Он принадлежал к той ветви рода Кенел Эогайн, которая была известна как Кенел Мак Эрка.
В некоторых средневековых исторических источниках Аэд Уариднах упоминался под именем Аэда Аллана, под которым более известен его праправнук, верховный король Ирландии Аэд Аллан. Вероятно, прозвище «Уариднах» не использовалось при жизни Аэда. Предполагается, что упоминание такого прозвища в связи с Аэдом было обусловлено стремлением средневековых хронистов отличить этого верховного короля от его намного более известного тёзки, погибшего в 743 году Аэда Аллана. Значение прозвища Аэда точно не известно. По мнению некоторых исследователей, этимология прозвища могла восходить к словам «Дрожащий от озноба» (англ. The shivering disease). Согласно «Истории Ирландии» автора XVII века Джеффри Китинга, Аэда одолевали неизлечимые сильные боли, сопровождавшиеся ознобом. Однако сведения об этом отсутствуют в более ранних источниках. Поэтому, более вероятно, что прозвище Аэда могло переводиться как «Холодное копьё» (англ. Cold his spear).

### Правление
В начале VII века титулом верховного короля Ирландии совместно владели Колман Вычислитель из Кенел Эогайн и Аэд Слане из Сил Аэдо Слане. Первый из них — двоюродный брат Аэда Уариднаха — правил Айлехом, земли которого в то время охватывали полуостров Инишоуэн и долину реки Фойл, владением второго было королевство Брега. В 604 году и Колман Вычислитель, и Аэд Слане были убиты в результате заговора своих родичей из числа Уи Нейллов. После их смерти Аэд Уариднах получил как титул верховного короля, так и власть над Айлехом. Вероятно, его избрание верховным королём было поддержано его родственниками — правителем Кенел Конайлл и королём Миде из рода Кланн Холмайн. Трактат «Laud Synchronisms» наделяет Аэда семью годами правления, а список королей Тары в «Лейнстерской книге» — восемью годами. Вероятно, именно Аэд Уариднах под именем Аид Оллайн упоминается в древнейшем списке королей Тары, сохранившемся в составе саги «Видение Конна». Однако в этом источнике его правление ошибочно предшествует правлению верховного короля Диармайта мак Кербайлла, погибшего в 565 году.
В начале правления Аэд Уариднах столкнулся с мятежом своих родственников, потомков Ферадаха, брата его деда Муйрхертаха мак Эрки. Вероятно, мятежники, члены септа Кенел Ферадайг, сами претендовали на престол Айлеха, однако Аэду удалось сохранить власть над королевством в своих руках. Только после смерти Аэда представители Кенел Ферадайг смогли стать наиболее влиятельной силой в Айлехе.
В ирландских анналах также сообщается о победе, которой в 605 году Уи Нейллы во главе с Аэдом Уариднахом одержал над королём Лейнстера Брандубом мак Эхахом в сражении при Слабре. Поводом для битвы стало требование Аэдом традиционной дани скотом, которую лейнстерцы выплачивали скотом верховным королям Ирландии. По свидетельству «Анналов Тигернаха» и «Анналов Клонмакнойса», только после получения этой дани началось правление Аэда как верховного короля. Предполагается, что эти сообщения исторических источников могут свидетельствовать о продлившемся около года междуцарствии, во время которого различные ирландские владетели оспаривали друг у друга право на титул верховного короля.
По свидетельству «Фрагментарных анналов Ирландии», кроме победы при Слабре, Аэд Уариднах одержал над лейнстерцами ещё несколько побед. Также анналы сообщают об успешных военных действиях Аэда и против других своих врагов, но не приводят никаких подробностей об этих событиях.
На основании некоторых источников историками делается вывод, что после 605 года Аэд мог доверить управление Айлехом своему троюродному брату Суибне Заике, в то время как его деятельность в это время была направлена на утверждение своих прав на титул верховного короля Ирландии.

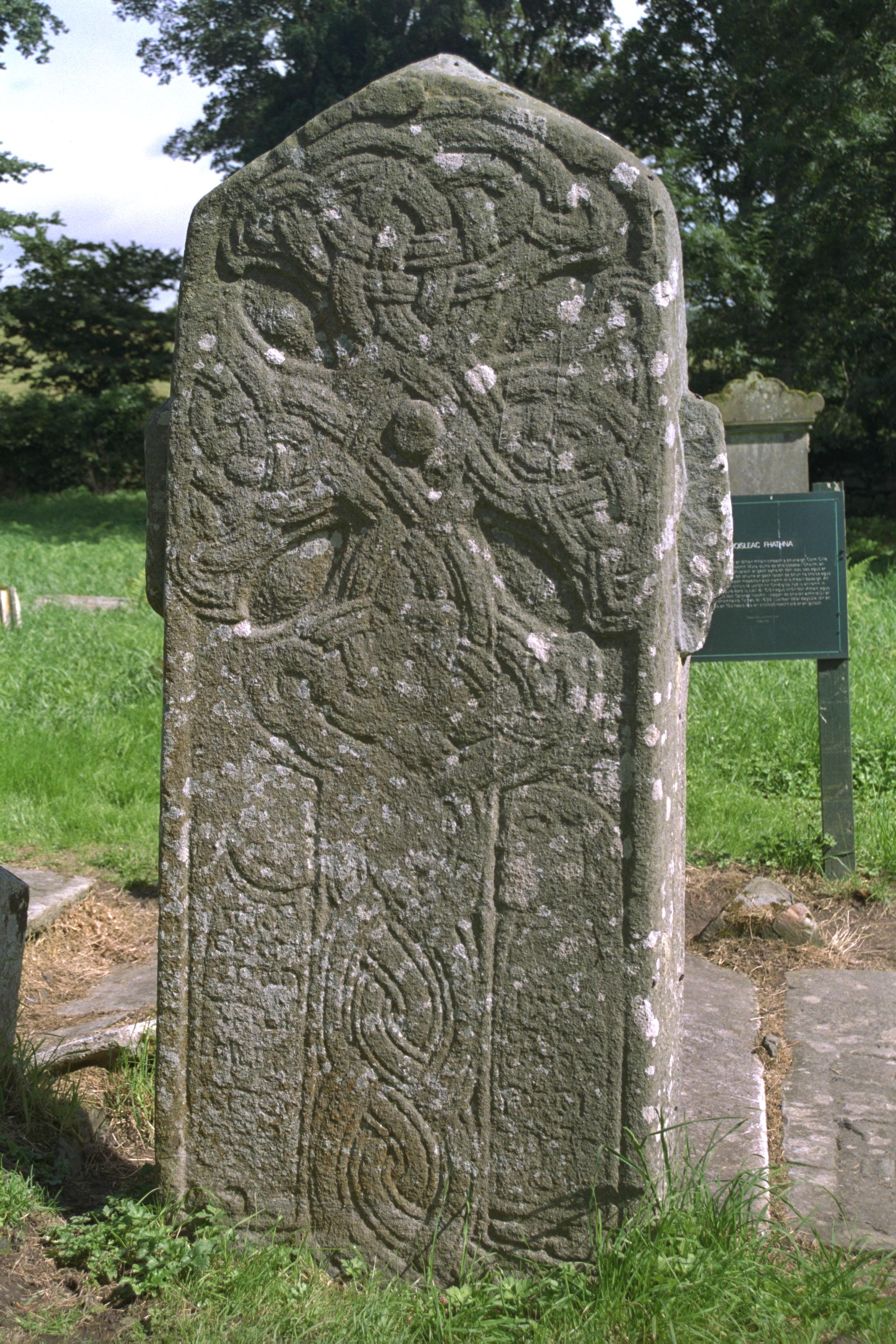
Западная сторона «Креста Фахана».
Фигуры внизу, возможно, изображают основателей монастыря в Фахане: Аэда Уариднаха и святого Муру

В агиографической литературе сохранились сведения о том, что Аэд Уариднах вместе со святым Мурой основал монастырь в Фехане, предоставив землю для строительства первых зданий этой обители.
Аэд Уариднах скончался в 612 году. Джеффри Китинг писал, что верховный король пал в сражении при Феарте. Однако современные историки, отмечая отсутствие об этом сведений в средневековых источниках, считают, что, вероятно, смерть короля не была насильственной. По свидетельству «Фрагментарных анналов Ирландии», тяжело заболев, для своего соборования Аэд призвал аббата монастыря Фехан Муру и на смертном одре получил от этого святого порицание за намерение подчинить своей власти жителей Лейнстера.
После кончины Аэда Уариднаха власть над Айлехом унаследовал Суибне Заика, а титул верховного короля Ирландии перешёл к королю Кенел Конайлл Маэл Кобо мак Аэдо.

### Семья
Аэд Уариднах был женат на Дамнат, дочери Мурхада из Маг Луйрг (в современном графстве Роскоммон). Сыном Аэда от этого брака был Маэл Фитрих мак Аэдо, также как и его отец владевший престолом Айлеха. О том, кто была мать ещё одного сына короля Аэда, Дайре (умер в 627 году), точно не известно. Следующим после Аэда Уариднаха верховным королём Ирландии из рода Кенел Эогайн был его правнук Фергал мак Маэл Дуйн, живший в первой половине VIII века.